# Geraldo Alckmin
Geraldo José Rodrigues Alckmin Filho (Pindamonhangaba, 7 novembre 1952) è un politico ed ex medico brasiliano, 26º Vicepresidente del Brasile dal 1º gennaio 2023.

## Biografia
È stato il più giovane sindaco della storia del Brasile e ha governato per 6 anni lo Stato di San Paolo. Nel 2006 si è candidato con la coalizione "um Brasil Decente", alleanza tra PSDB (Partido da Social Democracia Brasileira), a cui appartiene, e PFL (Partido da Frente Liberal), alle presidenziali del Brasile.
Viene scelto per tale candidatura il 14 marzo 2006 e in seguito a ciò si dimette dalla carica di sindaco. Nonostante tutti i sondaggi (che lo accreditavano intorno al 30%) Alckmin ottiene al primo turno il 41,64% dei suffragi accedendo al ballottaggio con Lula. Al ballottaggio del 29 ottobre 2006 ottiene il 39,17% venendo così sconfitto dal presidente uscente (eletto con il 60,83% delle preferenze).
È stato candidato alle elezioni presidenziali del 2018 e ha ottenuto il 4,76% dei voti. La sua immagine è stata offuscata dal legame del PSDB con il governo provvisorio di Michel Temer, il più impopolare nella storia del paese. Candidato della destra neoliberale e conservatrice, Geraldo Alckmin ha sofferto della sua mancanza di carisma e del suo profilo moderato in una campagna in cui l'elettorato tradizionale del PSDB ha scelto Jair Bolsonaro. Tuttavia, la sua candidatura è stata ben accolta dai media tradizionali e dal settore finanziario.
Nell'aprile del 2022, dopo aver abbandonato il PSDB e aver aderito al Partito Socialista Brasiliano, Alckmin è annunciato come candidato alla vicepresidenza del Brasile, in ticket con Lula, alle elezioni di ottobre. In seguito alla vittoria di quest'ultimo, il 1º gennaio 2023 entra in carica come vicepresidente del Brasile. 

### Posizioni politiche
Cattolico, Alckmin è stato membro dell'Opus Dei.
Il programma elettorale di Alckmin nel 2018 era basato sulla lotta alla corruzione. Propone anche di continuare con le riforme liberali iniziate da Temer e di realizzare un'ampia riforma per diminuire il ruolo dello stato e idee fortemente pro-mercato.

### Controversie
Il suo mandato a San Paolo è stato impantanato in molteplici scandali di corruzione, che vanno da deviazioni nella costruzione di una tangenziale a irregolarità nella distribuzione di cibo nelle scuole pubbliche.
Successivamente, per la campagna elettorale del 2006, la Procura brasiliana ha denunciato Alckmin per finanziamento illegale nel 2014, la Procura di San Paolo, che accusa l'ex governatore di San Paolo di aver ricevuto almeno 7,8 milioni di reais (circa 1,87 milioni di dollari) nella "scatola B" dalla società di costruzioni Odebrecht, implicata nello scandalo di corruzione, ed è stato incriminato in tribunale. Successivamente, il suo partito, il PSDB, e diversi suoi esponenti sono stati implicati per aver ricevuto tangenti per finanziare la sua campagna come governatore dello stato di San Paolo. Alckmin è stato accusato da Odebrecht di aver ricevuto denaro non dichiarato attraverso suo cognato, cosa che i suoi avversari sostengono sia stata schermata dai media, che non hanno menzionato la questione.
Nel 2018 è stato coinvolto in un nuovo caso di corruzione quando i procuratori di San Paolo hanno accusato Geraldo Alckmin di presunte irregolarità durante il suo mandato di governatore dello stato.